# Chinoscopus
Genre
Chinoscopus est un genre d'araignées aranéomorphes de la famille des Salticidae.

## Distribution
Les espèces de ce genre se rencontrent en Amérique du Sud, à la Trinité et au Panama.

## Liste des espèces
Selon World Spider Catalog (version 18.0, 22/03/2017) :
- Chinoscopus ernsti (Simon, 1900)
- Chinoscopus flavus (Peckham, Peckham & Wheeler, 1889)
- Chinoscopus gracilis (Taczanowski, 1872)
- Chinoscopus maculipes Crane, 1943

## Publication originale
- Simon, 1901 : Histoire naturelle des araignées. Paris, vol. 2, p. 381-668 (intégral).